# ラングドック＝ルシヨンのワイン

ラングドック＝ルシヨン地域圏でのワイン生産地の図

ラングドック＝ルシヨンのワイン(フランス語: Vignoble du Languedoc-Roussillon)は、フランス南部の旧ラングドック＝ルシヨン地域圏で生産されるワインの総称である。
この地域圏には、5つの県があるが、山岳地帯で人口の希薄なロゼール県ではワインは生産されていない。また、タヴェルやリラックがあるガール県の東半分は、ローヌワイン(コート・デュ・ローヌ)に含まれるため、ここには入らない。
本来ラングドックとは、オック語を話す地域のことで、現在のラングドック＝ルシヨン地域圏やミディ＝ピレネー地域圏を含んだフランス南西部から南部を指すことばであるが、ワインの地方分類では、ガール県西部からエロー県、オード県をラングドック地域、ピレネー＝ゾリアンタル県をルシヨン地域と呼んでいる。

## 概説
この地方は文字通りの地中海性気候で、夏は乾燥して暑く、冬は温暖で湿度があり、ぶどうの生産に適しているため、古くからワインが生産され、また、日常消費用の安価なワインを大量に生産してきた。19世紀の半ば、フランスに鉄道網が整備されると、ぶどう栽培にあまり適さない北部の生産地を駆逐し、フランスワインの3割から4割がこの地で生産されるようになった。
しかし、1970年代ころから、国民の生活水準が向上すると、朝から「水代わり」にワインを飲む人民も少なくなり、また、日常飲むワインにも、それなりの品質が求められるようになった。そうした社会情勢により、1980年ころからこの地方のワインの品質向上がめざましくなり、特にボルドーなどの規制の厳しさを嫌い、規制の緩いこの地域で、自分の思うとおりのワインを作りたいという優れた醸造家の進出などもあり、21世紀のワインはラングドックの時代や、ローヌやプロヴァンスを含めた南仏地域を「フランスのニューワールド」などと呼ぶようになり、フランスでも最も注目すべき地方になっている。

## AOCワイン
かつてはこの地方で高級品といえば、CDQSワインが最高であったが、1980年前後から90年代にかけて大半がAOCに昇格した。
主なものには次のようなものがある。

### ラングドック地区
- Blanquette de Limoux ブランケット・ド・リムー
- Cabardès カバルデス
- Clairette de Bellegarde クレレット・ド・ベルガルド
- Clairette du Languedoc クレレット・デュ・ラングドック
- Corbières コルビエール
- Coteaux du Languedoc コトー・デュ・ラングドック;　このあとに、数か村から十数か村単位の地区名のつくAOCが14ほどある）
- Crémant de Limoux　クレマン・ド・ラングドック:　シャンペンと同じ方式で作られる発泡性ワイン
- Faugères　フォジェール
- Fitou　フィトゥー
- Frontignan　フロンティニャン
- Limoux　リムー
- Malepère マルペール
- Minervois　ミネルヴォワ
- Muscat de Frontignan　ミュスカ・ド・フロンティニャン
- Muscat de Lunel　ミュスカ・ド・リュネル
- Muscat de Mireval　ミュスカ・ド・ミルヴァル
- Muscat de Saint-Jean-de-Minervois　ミュスカ・ド・サン・ジャン・ド・ミネルヴォワ
- Saint-Chinian　サン・シニアン
- Vin de Frontignan　ヴァン・ド・フロンティニャン

### ルシヨン地方
- Banyuls　バニュルス
- Collioure　コリウール
- Côtes du Roussillon　コート・デュ・ルシヨン
- Grand Roussillon　グラン・ルシヨン
- Maury　モーリ
- Muscat de Rivesaltes　ミュスカ・ド・リヴサルト
- Rivesaltes　リヴサルト (ワイン)

## VDQSワイン
70年代まで、この地方のワインの大半がVDQSワインだったが、最後まで残っていたCôtes de la Malepère コート・ド・ラ・マルペールが2007年にAOCに昇格・改称してマルペールとなり、完全に姿を消した。

## ヴァン・ド・ペイ
ヴァン・ド・ペイとは「地方のワイン」を意味する（つまり地酒）。現在においても、この地域で最も生産量が多いのは、ヴァン・ド・ペイである。また、ヴァン・ド・ペイの大半がこの地方で作られている。
ヴァン・ド・ペイは、県名を名乗るものと、4つの県内をそれぞれ十数カ所から二十数カ所に分類して地区名ヴァン・ド・ペイがあるが、最も多いのは、この地方全体をカバーするヴァン・ド・ペイ・ドックである。セパージュ、ヴィンテージを表記したものも多く、ボルドーやブルゴーニュの高級品並みの価格のものもある。